# 常石造船
常石造船株式会社（つねいしぞうせん、英語: Tsuneishi Shipbuilding Co., Ltd.）は、広島県福山市に拠点を置く日本の大手造船メーカー。通称「つねぞう」。

## 概要
現在の会社は法人格としては2代目で、初代は現会社の持ち株会社であるツネイシホールディングスにあたる。同社が2007年（平成19年）1月にグループ10社を吸収合併して「常石造船株式会社」から「ツネイシホールディングス株式会社」に改称、造船事業部門を担当する社内カンパニーが「ツネイシホールディングス 常石造船カンパニー」となった後、2011年（平成23年）1月にツネイシホールディングスの事業部門を新設分割した際、造船事業部門を「常石造船株式会社」として分割した。
バラ積み貨物船を主力とする国内有数の造船メーカーであり、常石工場（広島県福山市）を製造拠点としている。また、フィリピン、中国に造船所を持ち、海外展開も進めている。新造船竣工量（艦艇を除く）を基準にした2005年の国内順位は5位。
同社のバラ積み船はTESS（Tsuneishi Economical Standard Ship）シリーズとして販売されている。
パナマックス型バルカー（kamsarmax、カムサマックス）では世界シェアNo.1、ハンディマックス型バルカー（TESS58）では世界シェアNo.2を誇る。

## 沿革
- 1903年（明治36年） - 創業者神原勝太郎が石炭輸送のため中古船を購入し、海運業を興す（現・神原汽船株式会社）[6][7]
- 1917年（大正6年）7月 - 海運のコストダウンとして船の製造・修理を自前で手掛けるため塩浜造船所を創業[7]。
- 1942年（昭和17年）- 太平洋戦争勃発による輸送需要の高まりから、国の要請により、藤井造船所、西浜造船所と合併し、常石造船株式会社として法人化、設立[7]。木造船の竣工と修理を手掛ける[8][6]。常石の名は所在地の地名に由来する[7]。
- 1958年（昭和33年）- 初の鋼船「美小丸」竣工[8]
- 1973年（昭和48年）- 常石造船事件（労災における損害賠償責任を認めた東京高裁判決）[9][10][11]
- 1976年（昭和51年）- 波止浜造船株式会社と業務提携
- 1992年（平成4年）- 日本鋼管株式会社（現・ジャパン マリンユナイテッド）と業務提携
- 1994年（平成6年）- TSUNEISHI HEAVY INDUSTRIES (CEBU) INC.をフィリピンに設立
- 1998年（平成10年）- 代表取締役社長に神原勝成（創業者の曾孫、2代目社長神原真人長男）[12]。
- 1999年（平成11年）- ISO 9001の認証取得
- 2000年（平成12年）- 波止浜造船と合併、多度津工場とする。
- 2003年（平成15年）- 常石（舟山）船業発展有限公司、常石（舟山）大型船体有限公司を中国に設立
- 2006年（平成18年）- 東京大学で「マリタイム・イノベーション（常石造船）寄付講座」開始[13]。
- 2007年（平成19年）
  - グループ10社と合併、ツネイシホールディングス株式会社が発足。同社の社内カンパニーの一つとなる。
  - 常石集団（舟山）船業発展有限公司と常石集団（舟山）大型船体有限公司を統合し、常石集団（舟山）造船有限公司に改組。
- 2008年（平成20年） - パラグアイに海外子会社ASTILLERO TSUNEISHI PARAGUAY S.A.を設立[14]。
- 2011年（平成23年）1月4日 - ツネイシホールディングスの造船事業部門を新設分割により、常石造船株式会社として再発足[2][3]。代表取締役社長に川本隆夫が就任[15]。
- 2013年（平成25年）
  - 7月 - 大島造船所、新来島どっく、サノヤス造船（現・新来島サノヤス造船）と共同出資して、マリタイムイノベーションジャパンを設立[16]。
  - 国内2カ所目の製造拠点であった多度津工場の譲渡を発表。それを目的として完全子会社の多度津造船株式会社を設立。
- 2014年（平成26年）12月 - 多度津造船株式会社を今治造船に譲渡した。
- 2015年（平成27年）1月 - 代表取締役会長に川本隆夫、代表取締役社長に河野健二が就任[17]。カムサマックスバルカー200隻目を竣工。
- 2017年（平成29年）
  - 7月 - 常石造船創業100周年。
  - 10月17日 - クルーズ客船「guntû（ガンツウ）」竣工[18]。
- 2018年（平成30年）
  - 4月12日 - 2,800TEU型コンテナ運搬船1番船を竣工[19]。
  - 5月 - 三井E&S造船の商船事業分野と業務提携。
- 2020年（令和2年）1月 - TESSシリーズが500隻竣工を達成
- 2021年（令和3年）4月23日 - 三井E&Sホールディングスから、艦艇事業等譲渡後の三井E&S造船の株式の49%を譲り受けることで合意[20]。
- 2022年（令和4年）
  - 4月1日 - 神田造船所の全株式を取得の上、神田造船所の修繕事業のみを存続する形で神田ドック株式会社を設立。
  - 10月3日 - 三井E&Sホールディングスから三井E&S造船の株式17%を追加取得し、連結子会社化した[21]。

## 事業所及び建造設備
国内及び海外の関連会社も含め、記述する。

### 自社
- 常石工場 : 広島県福山市沼隈町常石1083番地
  - 船台、ドック
    - No.1 船台 : L 250.0 × W 41.5 m
    - 建造ドック : L 275.0 × W 48.0 × 9.00 m

  - 修繕部門
    - No.1 ドック : L 250.0 × W 49.5 × D 8.05 m
    - No.10 ドック : L 160.0 × W 35.6 × D 6.25 m
    - No.11 ドック : L 150.0 × W 31.7 × D 6.25 m
    - No.12 ドック : L 330.0 × W 54.5 × D 7.75 m

### 関連会社（海外）
- Tsuneishi Heavy Industries (Cebu) Inc. : フィリピン共和国セブ島
  - 第1船台 : 52,000 DWT、L 200.0 × W 34.0 m
  - 第2船台 : 100,000 DWT、L 250.0 × W 41.0 m
  - 建造ドック：L 450.0 × W 60.0 × D 11.50 m
  - 浮きドック : 5,000 ton、L 128.0 × W 23.3 m
  - 浮きドック : 8,500 ton、L 139.5 × W 24.5 m

- 常石（舟山）造船有限公司 : 中華人民共和国浙江省舟山市
  - 船舶の建造、居住区・大型艤装品・船用ブロックの製作

## 製品

### 標準船 TESSシリーズ
主力製品であるバラ積み貨物船の標準船シリーズの呼称。Tsuneishi Economical Standard Shipの略。低コスト、低燃費、高い汎用性を追求し、ノルウェーの海運会社ウグランド社の技術支援によって開発された。
第1番船は、1984年3月に竣工。40,000 DWTの「TESS 40」からスタート。バリエーションを増やし、2006年11月までに198隻が就航した。
2012年1月6日には、TESSシリーズのハンディマックスサイズで300隻目となる「TESS 58」型バラ積み貨物船を中国舟山工場で建造し、パナマの海運会社に引き渡した。
- TESS 40 : 40,000 DWT
- TESS 45 : 45,000 DWT
- TESS 52 : 52,000 DWT
- TESS 58 : 58,500 DWT
- TESS 76 : 76,000 DWT
- EURO TESS : 52,000 DWT、76,000 DWT

### KAMSARMAX シリーズ
ギニアのカムサ港（Port Kamsar）に入港でき、積載量が多いバラ積み貨物船として、2002年に開発された。「KAMSARMAX（カムサマックス）」はツネイシホールディングスの登録商標（第4777201号）となっている。
- KAMSARMAX : 82,300 DWT